# Почтовый лист

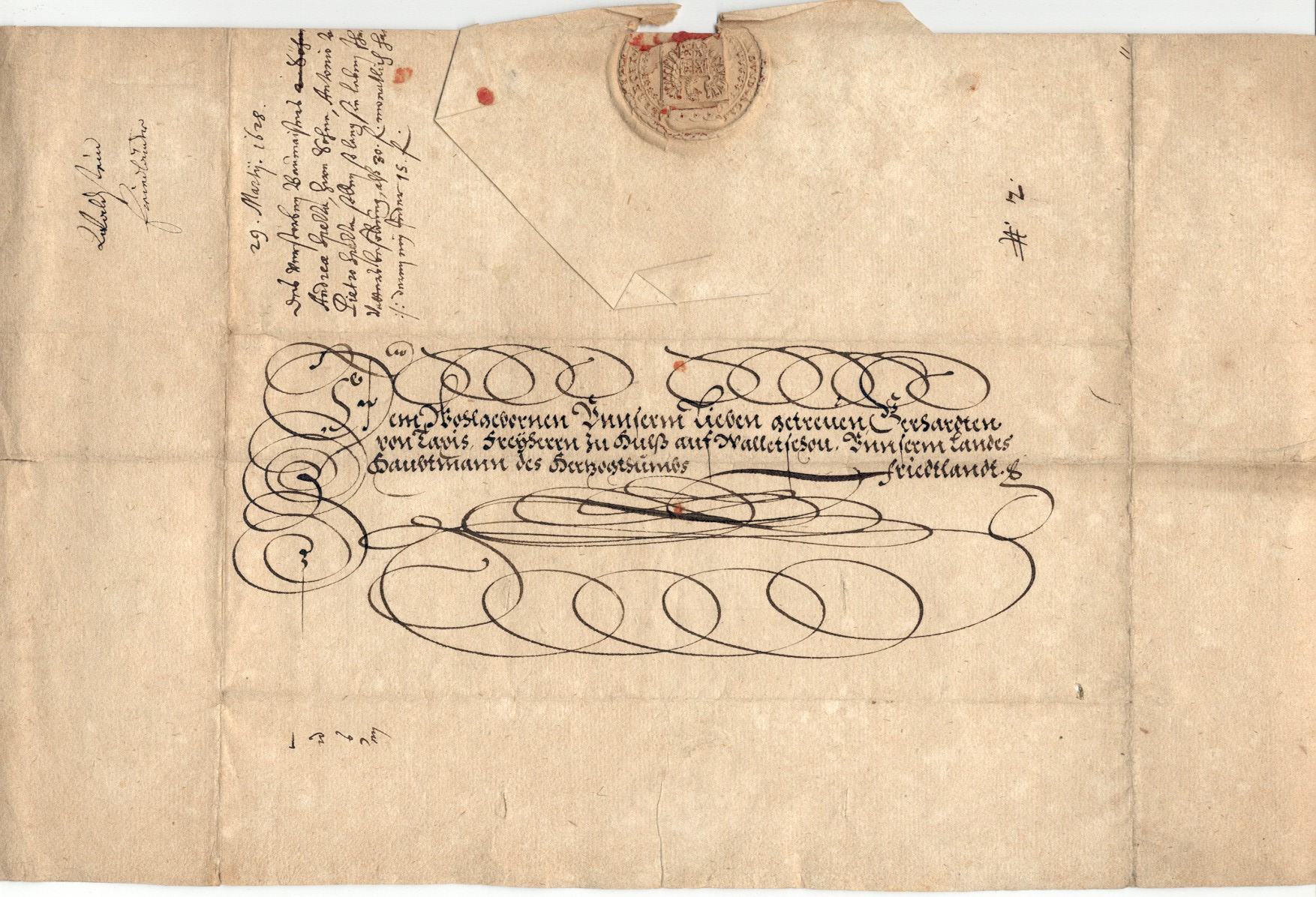
Вскрытый почтовый лист 1628 года: видны линии сгиба, адрес и печать, сам же текст письма написан на обороте

Почто́вый лист — в современном значении выпускаемая почтой цельная вещь, представляющая собой лист бумаги, который может быть свёрнут, как правило, запечатан (в XVIII—XIX веках сургучом) и отправлен без конверта.

## Описание
В истории почты почтовые листы восходят к той форме, в которой отправлялась письменная корреспонденция до середины XIX века, когда письма писали на одном или нескольких листах бумаги, которые затем сворачивали и запечатывали так, чтобы снаружи можно было написать адрес. То есть они в буквальном смысле представляли собой письмо на листе (бумаги).
Такую форму имели письма до того, как в моду вошли конверты. Конверты практически не использовались вплоть до конца XIX века, поскольку почтовые тарифы многих стран рассчитывались с учётом дополнительного листа бумаги, из которого изготовлен конверт, тем самым повышая стоимость пересылки почты при использовании конверта: за дополнительный лист бумаги взималась дополнительная почтовая такса.
Предоплаченные почтовые листы, распространяемые только официальной почтовой администрацией той или иной страны, являются цельными вещами, поскольку на них напечатаны почтовые марки или иные знаки почтовой оплаты, обозначающие предварительную оплату почтового сбора (в отличие от наклеиваемых почтовых марок). Частные фирмы также издают почтовые листы, но на них нужно наклеивать марки, поскольку у таких фирм обычно нет права печатать знаки почтовой оплаты, и поэтому почтовый сбор должен оплачиваться обычным способом по обычным почтовым тарифам. Почтовые ведомства большинства стран на каком-то этапе выпускали настоящие почтовые листы, но большинство из них вынуждены были прекратить их изготовление, кроме как в виде аэрограмм, из-за возросшей популярности конвертов.

## История
Первой цельной вещью, введённой в обращение государством, считается почтовый лист 1608 года с гербом Венеции. В 1790 году в Люксембурге был выпущен почтовый лист номиналом в 25 сантимов. В период с 1712 по 1870 год английские издатели газет печатали красочные марки на поставляемой государством бумаге. В то время конверты использовались редко. За два года до внедрения в 1840 году в Великобритании конвертов Малреди почтовые листы появились в Австралии. Это были предоплаченные почтовые листы, получившие хождение в Новом Южном Уэльсе в 1838 году. На них ставились бесцветные тиснённые штемпели (что делало их малозаметными), которые служили для предварительной оплаты почтового сбора за пересылку в пределах города Сиднея.

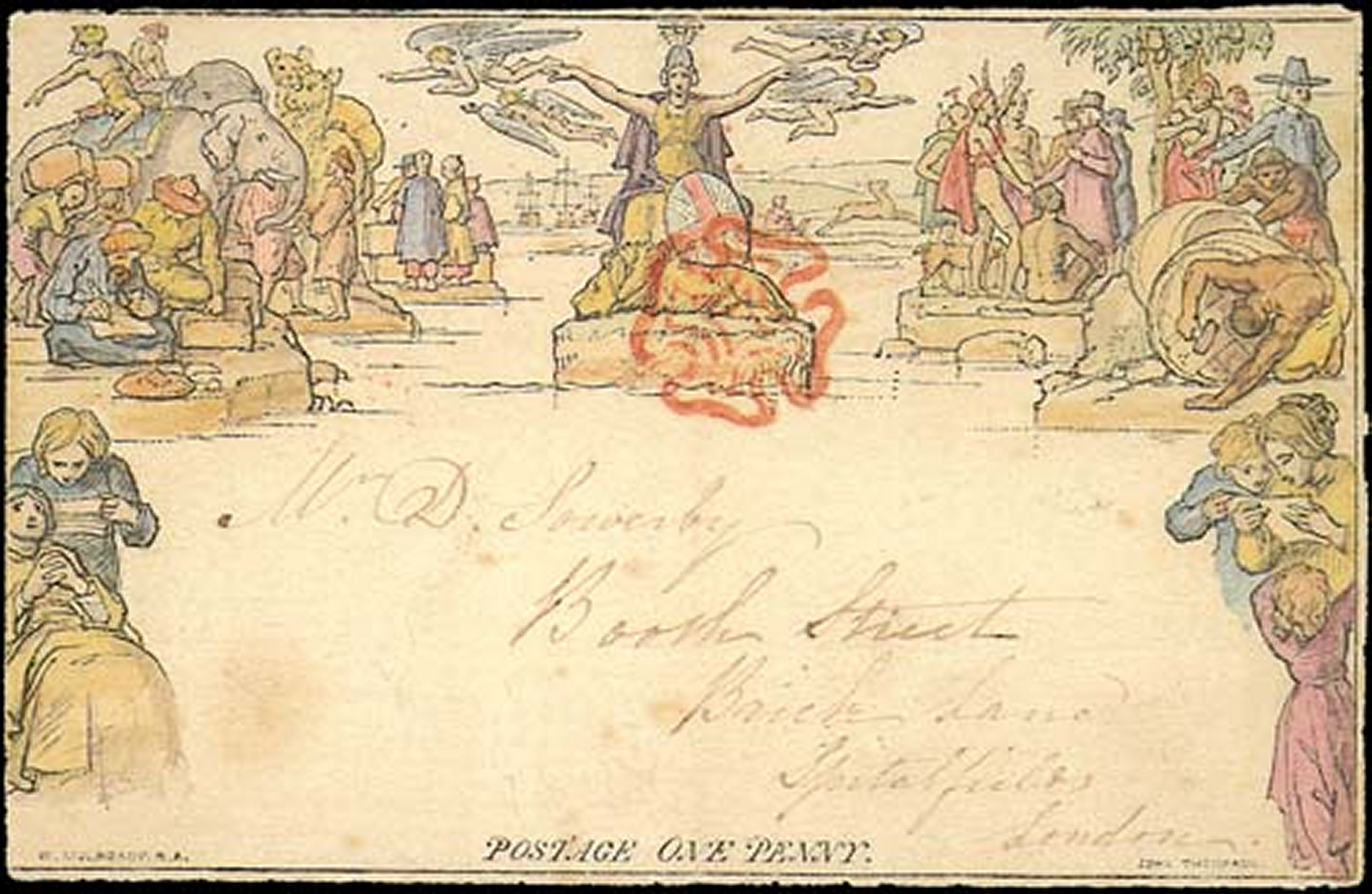
Прошедший почту конверт Малреди 1840 года номиналом в 1 пенни, раскрашенный вручную и отправленный в Лондон

### Британская почтовая реформа 1840 года
Предоплачиваемые почтовые листы были введены в Великобритании в одно время с первыми почтовыми марками 6 мая 1840 года. Почтовые реформы Роуленда Хилла предусматривали введение предоплачиваемых почтовых листов и конвертов, рисунок которых разработал художник Уильям Малреди, имя которого всегда ассоциируется с этими первыми листами и конвертами. Аналогично тому, как первые почтовые марки («Чёрный пенни» и «Синий двухпенсовик») имели два номинала, точно так же и почтовые листы и конверты продавались номиналом в 1 пенни и 2 пенса и были такого же чёрного и синего цвета, что и марки.
На рисунке была изображена Британия (англ. Britannia), вверху в центре со щитом, и лежащий лев, окружённые с обеих сторон символическим изображением континентов Азии и Северной Америки; в двух нижних углах изображены люди, читающие почту. Р. Хилл ожидал, что почтовые листы станут популярнее почтовых марок, но получилось как раз наоборот. Производители канцелярских товаров, благополучию которых угрожали новые почтовые листы, выпустили множество карикатур, высмеивающих это нововведение. Всего через шесть дней после введения почтовых листов, 12 мая, Хилл написал в своём дневнике:

Боюсь, что нам придётся заменить какой-нибудь другой маркой этот рисунок Малреди… Публика проявила неуважение и даже отвращение к красоте.
Оригинальный текст (англ.)
I fear we shall have to substitute some other stamp for that design by Mulready … the public have shown their disregard and even distaste for beauty.

И двух месяцев не прошло, как было решено заменить цельные вещи, разработанные Малреди, поскольку в значительной степени они были ошибкой.

### Почтовые листы США в XIX веке
Во время Гражданской войны в США, в 1863 году, Почтовая служба США применяла почтовые листы двух разных размеров, но с почтовой маркой одинакового рисунка. Почтовый лист меньшего размера предназначался для переписки женщин, а большего размера — для солдат. В период с 1886 по 1894 год использовались более тяжёлые почтовые листы с изображением президента США Улисса Гранта, но их выпуск был прекращён из-за плохого спроса, и с тех пор почтовые листы в США не производились.
Рядом писчебумажных компаний в Нью-Йорке и других городах печатались частные иллюстрированные почтовые листы. Эти почтовые листы, в основном видовые с изображением улиц и местности с высоты птичьего полёта, создавались с целью соблюдения почтовых правил, которые, как и в Великобритании, основывались на количестве листов бумаги, в то же время обходя их. Почтовые листы пользовались популярностью благодаря их размеру 8,5 × 21 дюйм (21,6 × 53,3 см) и возможности свернуть пополам, что давало четыре страницы для письма, хотя почтовое ведомство взимало плату, как за пересылку одного листа бумаги.

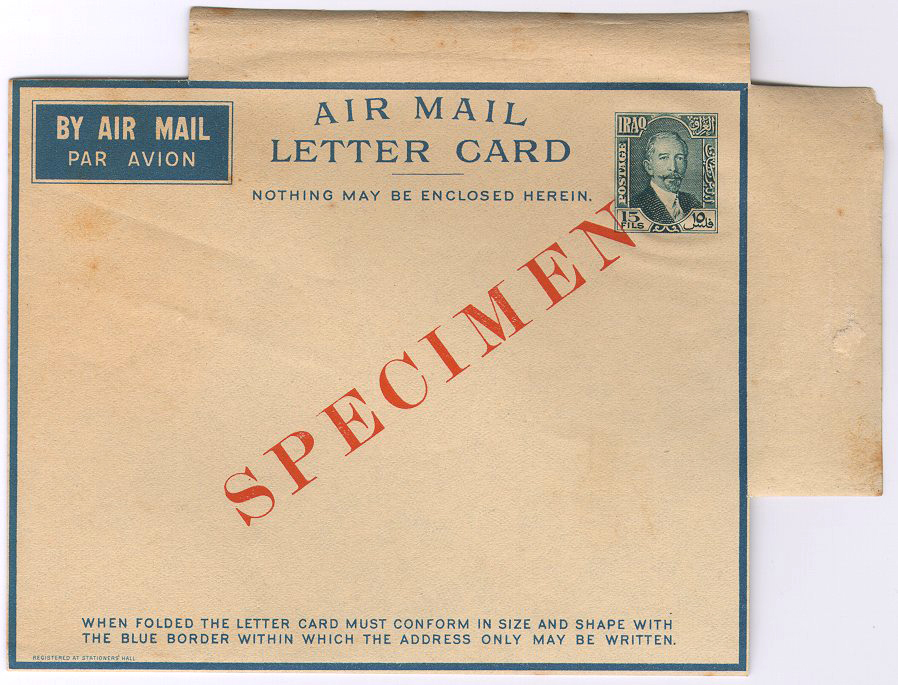
Авиапочтовое письмо-карточка (аэрограмма) Ирака (1933)

### Авиапочтовые секретки
В Ираке и Палестине уже в 1933 году использовались специальные цельные вещи на листах тонкой бумаги под названием «air letter cards» (авиапочтовые секретки или аэрограммы). Лист сворачивался по размеру синих границ, для запечатывания служили клапаны с нанесённым клеевым слоем. Директор почтового управления при правительстве Ирака в 1930-е годы Дуглас Гамбли (Douglas Gumbley) осознал наличие потребности в почтовых отправлениях облегчённого веса для использования в развивающихся перевозках почты по воздуху на Среднем Востоке, поскольку обычная наземная почта оплачивалась по весу и различалась по размерам, а её пересылка авиапочтой оказывалась слишком дорогой. Он лично запатентовал этот продукт в феврале 1933 года, и тот был впервые использован в Ираке, а затем и в Палестине, где Гамбли отвечал за пересылку почты в конце 1930-х годов.

### Почтовые листы во Вторую мировую войну
В начале 1941 года Великобритания ввела в обращение тонкие, облегчённые бланки, предназначенные для использования в войсках за границей. Известные под названием «air letter sheets» (листы авиаписьма), они занимали гораздо меньше места по сравнению с обычными письмами, и к августу их было разрешено использовать и гражданскому населению. В почтовой переписке военнопленных союзников через «Красный крест» применялись специальные листы авиаписьма с надписью «Prisoner of War Air Mail» («Авиапочтовое сообщение военнопленного») на английском и немецком или японском языках и с напечатанным знаком почтовой оплаты номиналом в 2,5 пенса. Листы авиаписьма военнослужащих пересылались за 3 пенса, а на почтовом листе для гражданских лиц была напечатана марка номиналом в 6 пенсов.
Ещё ряд стран переняли британскую модель листов авиаписьма во время войны; многие страны ввели их в обращение уже после войны. Интересно, что британский почтовый тариф 6 пенсов за пересылку авиаписьма оставался в силе до 1966 года, хотя другие почтовые тарифы росли.
В некоторых немецких лагерях для военнопленных и концентрационных лагерях выпускались собственные специальные почтовые листы для заключённых. К концу Второй мировой войны по меньшей мере восемь видов поддельных почтовых листов немецкой полевой почты (Feldpost) были отпечатаны Управлением стратегических служб в ходе операции «Кукурузные хлопья» (англ. Operation Cornflakes), целью которой был подрыв морального духа стран Оси в конце 1944 — начале 1945 года.

### Современные почтовые листы

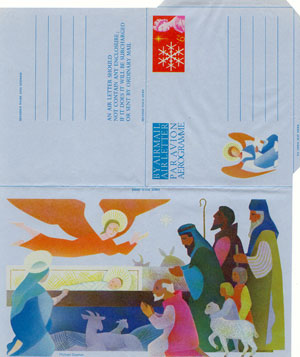
Художественная рождественская аэрограмма Великобритании с напечатанным знаком почтовой оплаты номиналом в 6 пенсов

Аэрограмма, также изготовляемая из пористой бумаги с малым объёмным весом, представляет собой современный эквивалент листов авиаписьма времён Второй мировой войны. Большинство почтовых администраций производят их с напечатанным знаком почтовой оплаты, хотя Ирландия, Новая Зеландия и Родезия выпускали их без напечатанного почтового знака и перед отправкой на них надо было наклеивать почтовую марку.
Всемирный почтовый союз принял термин «аэрограмма» (aérogramme — французское слово, обозначающее авиаписьмо) в 1952 году на XIII конгрессе Всемирного почтового союза в Брюсселе. С того времени именно это слово указывают на своих аэрограммах все страны, кроме Великобритании, которая продолжает использовать термин air letter (авиаписьмо).